# Achim Petry (Schauspieler)
Achim Petry (auch Akhim Petri; * 11. September 1927 in Dresden; † 2014) war ein deutscher Schauspieler und Synchronsprecher.

## Leben und Wirken
Achim Petry spielte seit den 1960er Jahren Rollen in DEFA-Filmen und in Fernsehfilmen und -serien des Deutschen Fernsehfunks. Nach der Wende hatte er Rollen im Film Happy Weekend und in den Fernsehserien Wir sind auch nur ein Volk und  Dr. Sommerfeld – Neues vom Bülowbogen.
Achim Petry gehörte von 1966 bis 1993 zum Berliner Ensemble.

## Filmografie
| - 1966: Das Tal der sieben Monde - 1967: Die Ohrfeige (Fernsehfilm) - 1967: Geheimcode B/13 (Fernseh-Vierteiler) - 1967: Der Regenbogen (Fernsehfilm) - 1967: Der schwarze Reiter (Fernseh-Miniserie) - 1968: Die Gesichte der Simone Machard (Fernsehfilm) - 1969: Träume (Fernsehfilm) - 1969: Verschwörung (Fernsehfilm) - 1969: Jelena (Fernsehfilm) - 1969: Rendezvous mit unbekannt (Fernseh-Miniserie) - 1970: Katzengold (Fernsehfilm) - 1970: Zauberlehrlinge (Fernsehfilm) - 1970: Tscheljuskin (Fernsehfilm) - 1971: Die Verschworenen (Fernseh-Miniserie) - 1972: Aller Liebe Anfang (Fernsehfilm) - 1973: Der kaukasische Kreidekreis (Fernsehfilm) - 1973: Erziehung vor Verdun (Fernsehfilm) - 1974: Der aufhaltsame Aufstieg des Arturo Ui (Theateraufzeichnung) - 1974: Maria und der Paragraph (Fernsehserie) - 1974: Die Frauen der Wardins (Fernseh-Dreiteiler) - 1975: Tischler und Präsident (Fernsehfilm) - 1975: Der erste Tag der Freiheit (Fernsehfilm) - 1975: Der Staatsanwalt hat das Wort – Die Explosion (Fernsehserie) - 1975: Das blaue Pferdchen (Fernsehfilm) - 1976: Der Weg ins Nichts (Fernsehfilm) - 1977: Rückkopplung (Fernsehfilm) - 1978: Das Leben des Galileo Galilei (Fernsehfilm) - 1979: Die lange Straße (Fernseh-Miniserie) - 1979: Anderer Leute Kinder (Fernsehfilm) - 1979: Chiffriert an Chef – Ausfall Nr. 5 - 1979: Ende vom Lied (Fernsehfilm) | - 1980: Unser Mann ist König (Fernseh-Miniserie) - 1981: Adel im Untergang (Fernsehfilm) - 1981: Feuerdrachen (Fernseh-Zweiteiler) - 1981: Hochhausgeschichten (Fernsehserie) - 1981: Kreuz-As bedeutet Tod (Fernsehfilm) - 1981: Kein Tag ist wie der andere (Fernsehfilm) - 1981: Die Kolonie - 1981: Feuerdrachen (Fernsehserie) - 1982: Berühmte Ärzte der Charité: Arzt in Uniform - 1982: Abgefunden (Fernsehfilm) - 1983: Abends im Kelch (Fernsehfilm) - 1983: Bruno H. Bürgel – Berliner Firmament (Fernsehfilm) - 1984: Familie intakt (Fernsehserie) - 1985: Zahn um Zahn – Die Praktiken des Dr. Wittkugel (Fernsehserie) - 1985: Die Neigung (Fernsehfilm) - 1986: Rund um die Uhr (Fernsehserie) - 1986: Polizeiruf 110: Gier (Fernsehreihe) - 1987: Koppenreuter kommt nicht (Fernsehfilm) - 1987: Gold für den König (Fernsehfilm) - 1987: Polizeiruf 110: Die letzte Kundin (Fernsehreihe) - 1988: Der Vogel (Fernsehfilm) - 1988: Schauspielereien (Fernsehserie) - 1988: Polizeiruf 110: Der Kreuzworträtselfall (Fernsehreihe) - 1989: Die gläserne Fackel (Fernseh-Miniserie) - 1989: Großer Frieden (Theateraufzeichnung) - 1990: Flugstaffel Meinecke (Fernsehserie) (4 Folgen) - 1994: Wir sind auch nur ein Volk (Fernsehserie) - 1996: Happy Weekend - 1997: Dr. Sommerfeld – Neues vom Bülowbogen (Fernsehserie) |

Synchronarbeiten
- 1964: Der Kapitän vom Tenkesberg (László Ungváry, 1964)
- 1968: Republik der Strolche (Pawel Luspekjan, 1966)
- 1968: Der Verrückte von Labor 4 (Pierre Tornade, 1967)
- 1972: Das Glashaus (Roy Jenson, 1972)
- 1978: Der Gänsejunge Matti (Sprecher des Reiters, 1976)
- 1978: Wie wäre es mit Spinat? (1977)
- 1979: Das Geheimnis der stählernen Stadt (Josef Bláha, 1978)
- 1980: Sanjuro (Masao Shimizu, 1962)
- 1980: Die Rache der Camorra (Nino Vingelli, 1974)
- 1980: Killeny, der singende Hund (Amza Pellea, 1979)
- 1981: Die fliegende Windmühle (Sprecher)
- 1981: Ali Baba und die 40 Räuber (Rolan Bykow, 1980)
- 1981: Von Corleone nach Brooklyn (Van Johnson, 1980)
- 1982: Das Geheimnis der Burg in den Karpaten (Rudolf Hrušínský starší, 1981)
- 1983: Cinderella ’80 (Vittorio Caprioli, 1980)
- 1983: Vier Herzen in Rom (Mario Carotenuto, 1955)
- 1984: Die perfekte Erpressung (Reinhard Kolldehoff, 1973, DDR-Synchronisation)
- 1985: Der Goldene Salamander (Henry Edwards, 1950)
- 1985: Blinde Wut (Edward Ellis, 1936)
- 1985: Weggehen und wiederkommen (Charles Gérard, 1984)
- 1985: Rocco – der Mann mit den zwei Gesichtern (Alfonso Rojas, 1966)
- 1988: Mißwahl auf Englisch (David Lodge, 1973)
- 1991: Oscar – Vom Regen in die Traufe (Ken Howard, 1991)
- 1992: Das Grab des Grauens (Richard Vernon, 1965)

## Theater
- 1971: Bertolt Brecht: Im Dickicht der Städte (John Garga) – Regie: Ruth Berghaus (Berliner Ensemble)
- 1972: Erwin Strittmatter: Katzgraben (Großbauer) – Regie: B. K. Tragelehn (Berliner Ensemble)
- 1975: Leon Kruczkowski: Der erste Tag der Freiheit (Vater) – Regie: Jürgen Pörschmann/Günter Schmidt (Berliner Ensemble)

## Hörspiele
(Alle im Rundfunk der DDR):
- 1968: Michail Schatrow: Bolschewiki – Regie: Wolf-Dieter Panse
- 1968: Siegfried Pfaff: Kostja, der Funker (Funker) – Regie: Detlef Kurzweg (Kinderhörspiel, 2 Teile)
- 1968: Hans Pfeiffer: Dort unten in Alabama (Sam Leibowitz) – Regie: Wolfgang Brunecker
- 1968: Erasmus Schöfer: Denkmal Pfeiffer (Konrad Beyer) – Regie: Fritz-Ernst Fechner
- 1969: Eduard Claudius: Vom schweren Anfang (Oberingenieur Suhl) – Regie: Horst Liepach (Kinderhörspiel)
- 1969: Bernhard Thieme: Protokoll über einen Zeitgenossen – Regie: Fritz Göhler
- 1969: Claude Prin: Potemkin 68 (Delegierter) – Regie: Edgar Kaufmann
- 1969: Fritz Selbmann: Ein weiter Weg (Wilhelmi) – Regie: Fritz-Ernst Fechner (8 Teile)
- 1969: Wolfgang Graetz/Joachim Seyppel: Was ist ein Weihbischof? Oder Antworten zur Akte Defregger – Regie: Edgar Kaufmann
- 1970: Bodo Schulenburg: Der Nachtigallenstern (Apexj) – Regie: Christa Kowalski (Kinderhörspiel)
- 1970: Horst Bastian: Deine Chance zu leben (Fahrer) – Regie: Detlef Kurzweg
- 1970: Arne Leonhardt: Unser stiller Mann – Regie: Werner Grunow
- 1970: Michail Schatrow: Der sechste Juli (Chrustaljow) – Regie: Helmut Hellstorff
- 1970: Stephan Hermlin: Scardanelli – Regie: Fritz Göhler
- 1970: Klaus G. Zabel: Napoleon und die Zöllner (Maurin, Zöllner) – Regie: Peter Groeger
- 1971: Günter Kunert: Mit der Zeit ein Feuer – Regie: Wolfgang Schonendorf
- 1972: Kai Himmelstrup: The Dandelions (Meister) – Regie: Helmut Hellstorff (2 Teile)
- 1972: Gerhard Jäckel: Die blaue Eidechse  (Vorsitzender Der Konfliktkommission) – Regie: Joachim Gürtner (Hörspielreihe: Neumann, zweimal klingeln)
- 1973: Otto Marquardt: Chile im September – Regie: Horst Liepach
- 1974: Rolf Gumlich: Krach in Dagenow (Grinel) – Regie: Werner Grunow
- 1975: Branko Hribar: Bum! Bum! Peng! Und aus! (Vater) – Regie: Peter Groeger (Kinderhörspiel)
- 1976: Adolf Glaßbrenner: Antigone in Berlin – Regie: Werner Grunow
- 1976: Robert Soulat: Malembreuse oder Die übertriebene Höflichkeit (Inspektor) – Regie: Peter Groeger
- 1978: Erika Runge: Die Verwandlungen einer fleißigen, immer zuverlässigen und letztlich unauffälligen Chefsekretärin – Regie: Peter Groeger
- 1979: Charles Dickens: Der ungebetene Gast – Regie: Horst Liepach
- 1980: Hans Christian Andersen: Däumelinchen (Der Wind) – Regie: Gisela Pietsch
- 1980: Fritz Rudolf Fries: Der fliegende Mann – Regie: Horst Liepach (Biografie)
- 1981: Albert Wendt: Das Hexenhaus – Regie: Peter Groeger (Kinderhörspiel)
- 1984: Ran Bossilek/Maria Georgiewa: Goltscho-Habenichts (Riese) – Regie: Helmut Hellstorff (Kinderhörspiel)